# Temco Aircraft

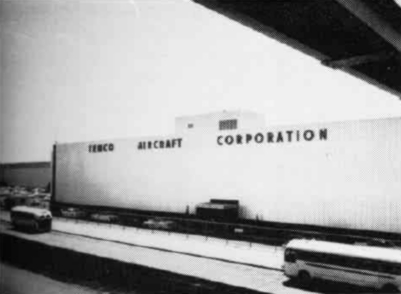
Výrobní závod v texaském Dallasu na konci 50. let 20. století.

Temco Aircraft Corporation (původně Texas Engineering & Manufacturing Company - TEMCO) byla americká firma (zejména letecký výrobce) založená roku 1946 v americkém městě Dallas v Texasu podnikatelem Robertem McCullochem. V roce 1960 byla sdružena s firmou Ling-Altec Electronic Jamese Linga. O rok později tato skupina vytvořila společně s texaským leteckým výrobcem Chance Vought konglomeraci Ling-Temco-Vought, která dala vzniknout známému útočnému letounu LTV A-7 Corsair II.

## Výrobky

### Letadla
- Temco Model 33 Plebe
- Temco 58
- Temco D-16
- Temco T-35 Buckaroo
- Temco TT Pinto

### Bezpilotní vzdušné cíle
- Temco XKDT Teal

### Řízené střely
- ASM-N-8 Corvus

## Galerie

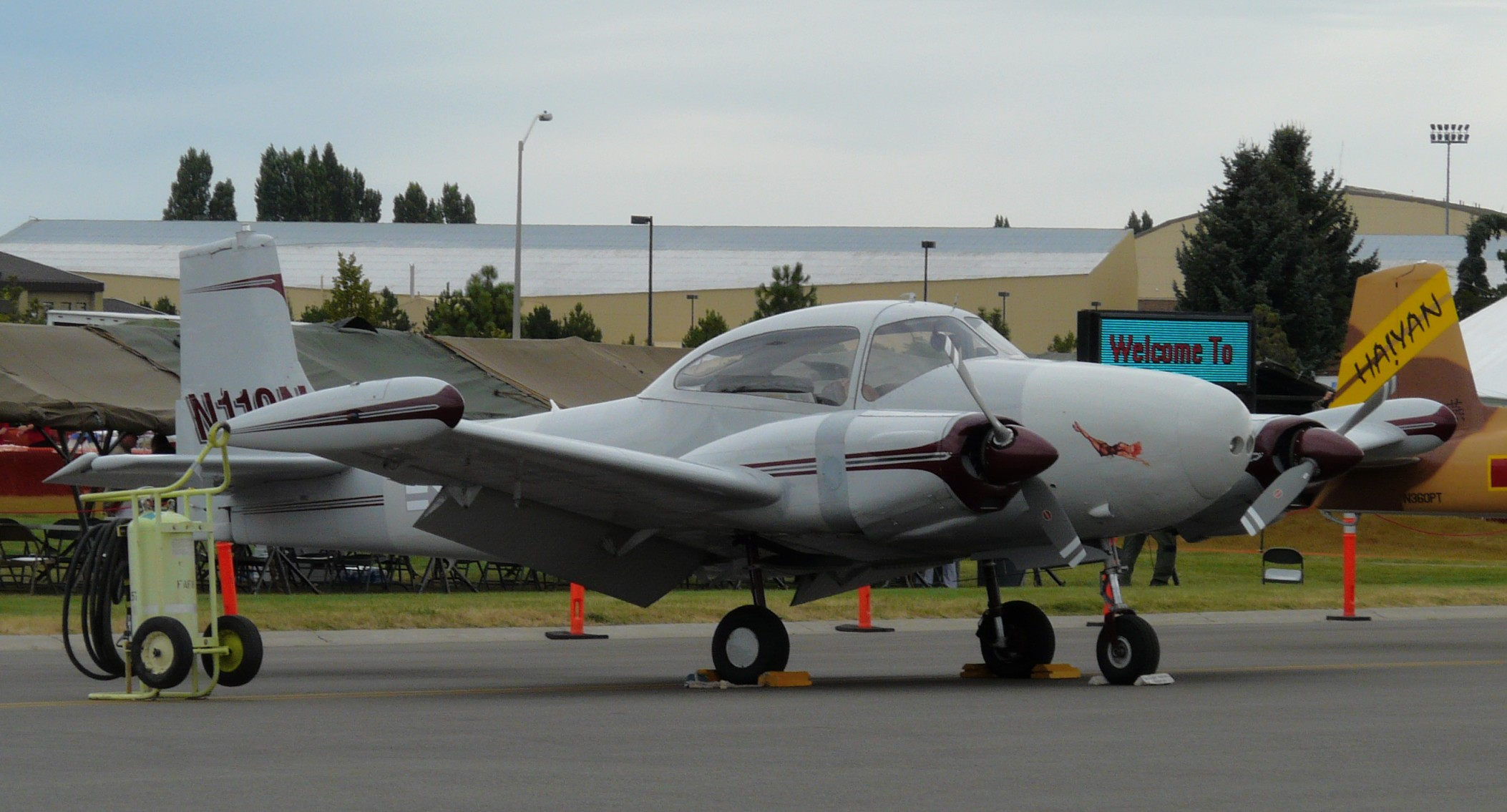
Temco D-16
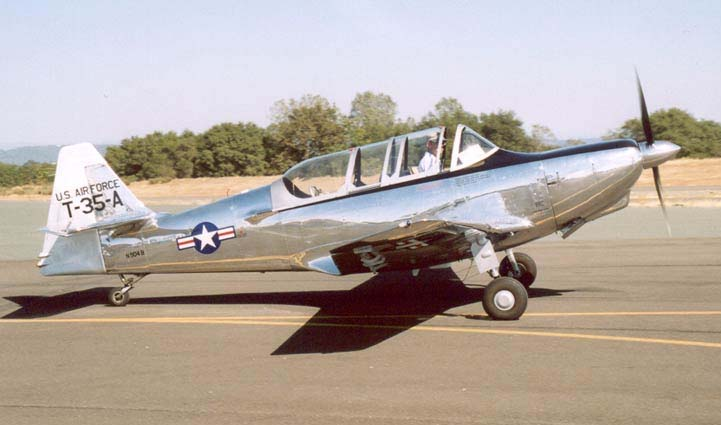
Temco T-35 Buckaroo
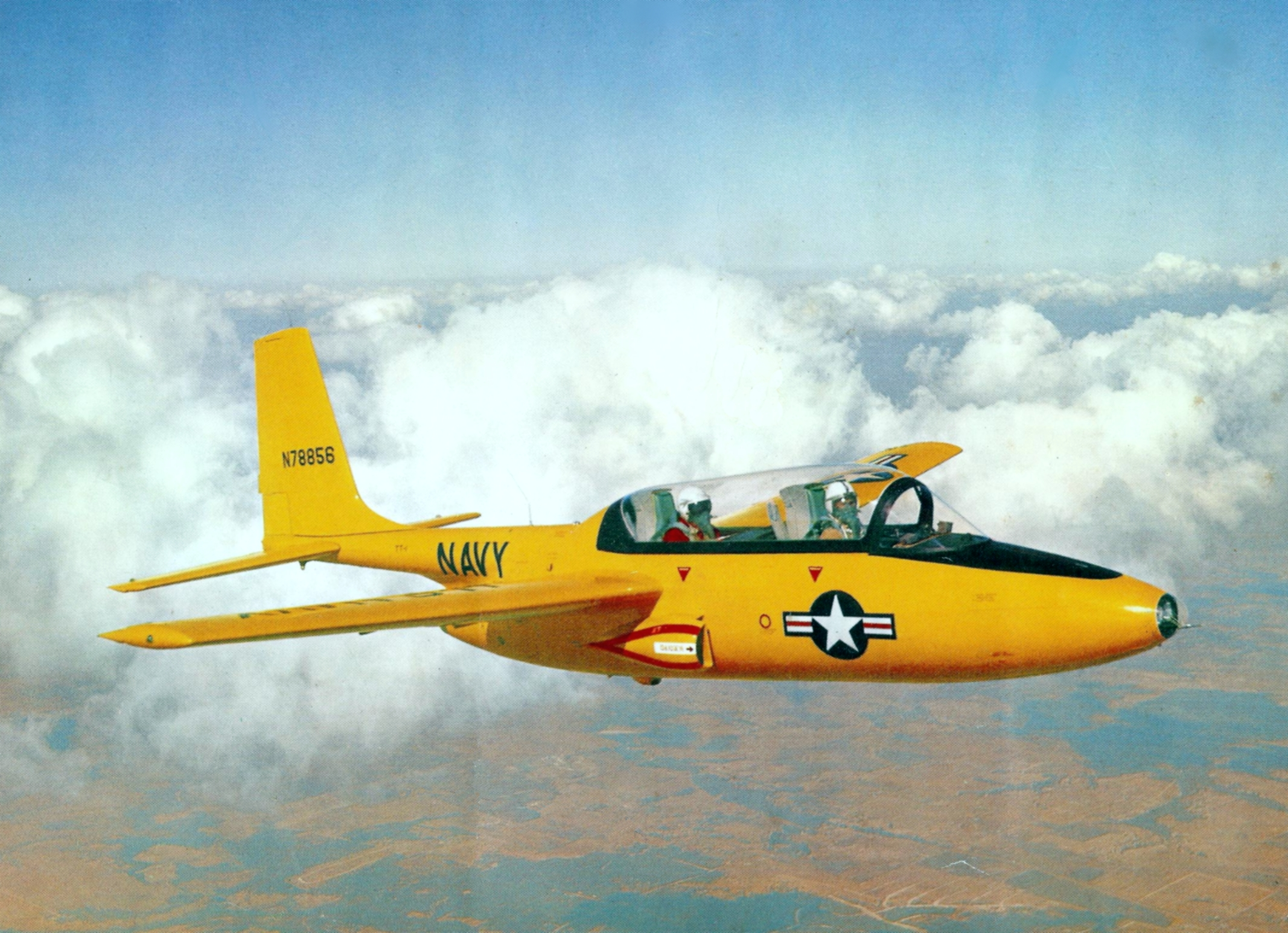
Temco TT Pinto

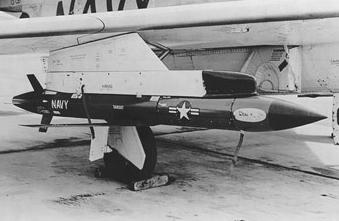
Temco XKDT Teal
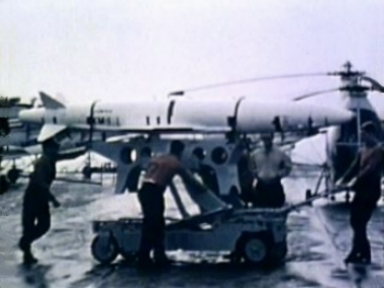
XASM-N-8 Corvus